# Đội tuyển bóng đá nữ quốc gia Việt Nam
Đội tuyển bóng đá nữ quốc gia Việt Nam là đội tuyển bóng đá nữ đại diện Việt Nam tại các giải bóng đá quốc tế, và do Liên đoàn bóng đá Việt Nam (VFF) quản lý.

## Lịch sử
Trong trận giao hữu Asian Cup nữ trước năm 2022 tại Tây Ban Nha, Việt Nam đã bị ảnh hưởng bởi đại dịch COVID-19 khi có cầu thủ bị phát hiện nhiễm COVID-19. Việt Nam thua Hàn Quốc và Nhật Bản với cùng tỷ số 0–3. Việt Nam lần đầu tiên lọt vào tứ kết Cúp bóng đá nữ châu Á sau trận hòa 2–2 với Myanmar. Việt Nam thua Trung Quốc tại tứ kết, sau đó bước vào giai đoạn play-off tranh vé thứ 5 châu Á của Giải vô địch bóng đá nữ thế giới 2023 cùng Thái Lan và Đài Bắc Trung Hoa. Việt Nam đã giành được 2 trận thắng (2-0 trước Thái Lan, 2-1 trước Đài Bắc Trung Hoa), qua đó đủ điều kiện tham dự kỳ World Cup đầu tiên trong lịch sử của đội.
Ở vòng chung kết World Cup 2023, kết quả bốc thăm là Việt Nam đụng 2 đội vừa vào chung kết giải đấu năm 2019 là Mỹ và Hà Lan, cùng một đội từ vòng Play-off liên lục địa (được xác định sau đó là Bồ Đào Nha). Tại giải năm đó, đội đã thua cả 3 trận trước với các tỉ số 0-3 trước Mỹ, 0-2 trước Bồ Đào Nha và 0-7 trước Hà Lan (trận đấu có tỉ số chênh lệch nhất của giải) và dừng bước ở vòng bảng.

## Cầu thủ
Danh sách 23 cầu thủ sau đây đã được triệu tập cho Vòng loại Cúp bóng đá nữ châu Á 2026.

Số lần ra sân và số bàn thắng cập nhật ngày ngày 29 tháng 10 năm 2024, sau trận đấu với  Trung Quốc.
| Số | VT | Cầu thủ                | Ngày sinh (tuổi)  | Trận | Bàn | Câu lạc bộ               |
| -- | -- | ---------------------- | ----------------- | ---- | --- | ------------------------ |
|    | TM | Trần Thị Kim Thanh     | 18 tháng 9, 1993  | 56   | 0   | Thái Nguyên T&T          |
|    | TM | Khổng Thị Hằng         | 10 tháng 10, 1993 | 32   | 0   | Than Khoáng Sản Việt Nam |
|    | TM | Quách Thu Em           | 15 tháng 8, 1995  | 0    | 0   | Thành phố Hồ Chí Minh I  |
|    |    |                        |                   |      |     |                          |
|    | HV | Hoàng Thị Loan         | 6 tháng 2, 1995   | 47   | 2   | Hà Nội I Watabe          |
|    | HV | Nguyễn Thị Hoa         | 28 tháng 11, 2000 | 1    | 0   | Hà Nội I Watabe          |
|    | HV | Lê Thị Diễm My         | 6 tháng 3, 1994   | 24   | 0   | Than Khoáng Sản Việt Nam |
|    | HV | Lương Thị Thu Thương   | 1 tháng 5, 2000   | 32   | 0   | Than Khoáng Sản Việt Nam |
|    | HV | Nguyễn Thị Mỹ Anh      | 27 tháng 11, 1994 | 31   | 0   | Thái Nguyên T&T          |
|    | HV | Trần Thị Thu           | 15 tháng 1, 1991  | 42   | 2   | Thái Nguyên T&T          |
|    | HV | Chương Thị Kiều        | 19 tháng 8, 1995  | 93   | 4   | Thành phố Hồ Chí Minh I  |
|    | HV | Trần Thị Thu Thảo      | 15 tháng 1, 1993  | 52   | 3   | Thành phố Hồ Chí Minh I  |
|    | HV | Trần Thị Duyên         | 28 tháng 12, 2000 | 9    | 1   | Phong Phú Hà Nam         |
|    |    |                        |                   |      |     |                          |
|    | TV | Ngân Thị Vạn Sự        | 29 tháng 4, 2001  | 36   | 6   | Hà Nội I Watabe          |
|    | TV | Thái Thị Thảo          | 12 tháng 2, 1995  | 52   | 13  | Hà Nội I Watabe          |
|    | TV | Dương Thị Vân          | 20 tháng 9, 1994  | 51   | 2   | Than Khoáng Sản Việt Nam |
|    | TV | Nguyễn Thị Vạn         | 10 tháng 1, 1997  | 43   | 14  | Than Khoáng Sản Việt Nam |
|    | TV | Nguyễn Thị Bích Thùy   | 1 tháng 5, 1994   | 74   | 15  | Thái Nguyên T&T          |
|    | TV | Nguyễn Thị Tuyết Dung  | 13 tháng 12, 1993 | 128  | 52  | Phong Phú Hà Nam         |
|    |    |                        |                   |      |     |                          |
|    | TĐ | Huỳnh Như (đội trưởng) | 28 tháng 11, 1991 | 108  | 68  | Thành phố Hồ Chí Minh I  |
|    | TĐ | Nguyễn Thị Tuyết Ngân  | 10 tháng 2, 2000  | 8    | 1   | Thành phố Hồ Chí Minh I  |
|    | TĐ | Phạm Hải Yến           | 9 tháng 11, 1994  | 85   | 46  | Hà Nội I Watabe          |
|    | TĐ | Vũ Thị Hoa             | 6 tháng 11, 2003  | 7    | 0   | Hà Nội I Watabe          |
|    | TĐ | Ngọc Minh Chuyên       | 23 tháng 6, 2004  | 0    | 0   | Thái Nguyên T&T          |

### Triệu tập gần đây
Những cầu thủ sau đây cũng đã được triệu tập vào đội hình trong 12 tháng qua.
| Vt | Cầu thủ               | Ngày sinh (tuổi)  | Số trận | Bt | Câu lạc bộ              | Lần cuối triệu tập                        |
| --- | --------------------- | ----------------- | ------- | -- | ----------------------- | ----------------------------------------- |
| TM | Trần Thị Trang        | 2001 (age 23-24)  | 0       | 0  | Phong Phú Hà Nam        | Huấn luyện Nhật Bản, tháng 6 năm 2025 PRE |
| TM | Đào Thị Kiều Oanh     | 25 tháng 1, 2003  | 0       | 0  | Hà Nội I                | Huấn luyện châu Âu, tháng 9 năm 2024      |
| |                       |                   |         |    |                         |                                           |
| HV | Nguyễn Thị Kim Yên    | 26 tháng 6, 2002  | 2       | 0  | Thành phố Hồ Chí Minh I | Vòng loại Cúp bóng đá nữ châu Á 2026 PRE  |
| HV | Lưu Như Quỳnh         | 9 tháng 8, 2004   | 0       | 0  | Thái Nguyên T&T         | Huấn luyện Nhật Bản, tháng 6 năm 2025 PRE |
| HV | Trần Thị Hải Linh     | 8 tháng 6, 2001   | 27      | 1  | Hà Nội I                | Giải đấu quốc tế Vĩnh Xuyên 2024          |
| |                       |                   |         |    |                         |                                           |
| TV | Nguyễn Hoàng Nam Mi   | 24 tháng 6, 2003  | 0       | 0  | Thành phố Hồ Chí Minh I | Vòng loại Cúp bóng đá nữ châu Á 2026 PRE  |
| TV | Hồ Thị Thanh Thảo     | 17 tháng 5, 2004  | 0       | 0  | Than KSVN               | Vòng loại Cúp bóng đá nữ châu Á 2026 PRE  |
| TV | Nguyễn Thị Thanh Nhã  | 25 tháng 9, 2001  | 35      | 7  | Hà Nội I                | Huấn luyện Nhật Bản, tháng 6 năm 2025 INJ |
| TV | Cù Thị Huỳnh Như      | 7 tháng 8, 2000   | 5       | 0  | Thành phố Hồ Chí Minh I | Huấn luyện Nhật Bản, tháng 6 năm 2025 PRE |
| TV | Nguyễn Thị Trúc Hương | 4 tháng 3, 2000   | 7       | 0  | Than KSVN               | v. Werder Bremen, 16 tháng 5 năm 2025     |
| TV | Vũ Thị Hoa            | 16 tháng 11, 2005 | 0       | 0  | Phong Phú Hà Nam        | v. Werder Bremen, 16 tháng 5 năm 2025     |
| TV | Trần Nhật Lan         | 1 tháng 1, 2004   | 0       | 0  | Than KSVN               | Huấn luyện châu Âu, tháng 9 năm 2024      |
| TV | Nguyễn Thị Thùy Linh  | 29 tháng 6, 2006  | 0       | 0  | Thành phố Hồ Chí Minh I | Huấn luyện châu Âu, tháng 9 năm 2024      |
| |                       |                   |         |    |                         |                                           |
| TĐ | Tạ Thị Thủy           | 19 tháng 3, 2004  | 0       | 0  | Phong Phú Hà Nam        | v. Werder Bremen, 16 tháng 5 năm 2025     |
| Ghi chú: - INJ Rút lui vì chấn thương - PRE Chỉ nằm trong danh sách sơ bộ - RET Từ giã đội tuyển - WD Rút lui vì lý do không liên quan đến chấn thương |                       |                   |         |    |                         |                                           |

### Thống kê
Nguồn:
Ghi chú: Người chơi được in đậm vẫn đang thi đấu.
| #  | Cầu thủ                | Số lần ra sân | Số bàn thắng | Thời gian thi đấu |
| -- | ---------------------- | ------------- | ------------ | ----------------- |
| 1  | Nguyễn Thị Tuyết Dung  | 128           | 52           | 2011–             |
| 2  | Đặng Thị Kiều Trinh    | 118           | 0            | 2004–2018         |
| 3  | Đoàn Thị Kim Chi       | 109           | 29           | 1998–2010         |
| 4  | Huỳnh Như              | 108           | 68           | 2011–             |
| 5  | Nguyễn Thị Minh Nguyệt | 92            | 40           | 2004–2016         |
| 6  | Chương Thị Kiều        | 93            | 4            | 2011–             |
| 7  | Đỗ Thị Ngọc Châm       | 86            | 49           | 2002–2014         |
| 8  | Phạm Hải Yến           | 85            | 46           | 2011–             |
| 9  | Nguyễn Thị Xuyến       | 85            | 5            | 2007–2019         |
| 10 | Đào Thị Miện           | 82            | 27           | 1998–2010         |
| 11 | Trần Thị Kim Hồng      | 80            | 17           | 2003–2014         |
| 12 | Nguyễn Thị Liễu        | 77            | 14           | 2011–             |

| #  | Cầu thủ                | Số bàn thắng | Số lần ra sân | Hiệu suất | Thời gian thi đấu |
| -- | ---------------------- | ------------ | ------------- | --------- | ----------------- |
| 1  | Huỳnh Như              | 68           | 108           | 0.63      | 2011–             |
| 2  | Lưu Ngọc Mai           | 57           | 61            | 0.93      | 1998–2003         |
| 3  | Nguyễn Thị Tuyết Dung  | 52           | 128           | 0.41      | 2011–             |
| 4  | Đỗ Thị Ngọc Châm       | 49           | 86            | 0.57      | 2002–2014         |
| 5  | Phạm Hải Yến           | 46           | 85            | 0.54      | 2011–             |
| 6  | Nguyễn Thị Minh Nguyệt | 40           | 92            | 0.43      | 2004–2016         |
| 7  | Nguyễn Thị Muôn        | 38           | 70            | 0.54      | 2009–2018         |
| 8  | Đoàn Thị Kim Chi       | 29           | 109           | 0.27      | 1998–2010         |
| 9  | Văn Thị Thanh          | 23           | 58            | 0.4       | 2003–2009         |
| 10 | Nguyễn Thị Hòa         | 22           | 49            | 0.45      | 2010–2018         |

## Huấn luyện viên
Tính đến 3 tháng 7 năm 2023
| Vị trí                  | Tên                   | Quốc tịch |
| ----------------------- | --------------------- | --------- |
| Trưởng đoàn             | Trương Hải Tùng       | Việt Nam  |
| Huấn luyện viên trưởng  | Mai Đức Chung         | Việt Nam  |
| Trợ lý Huấn luyện viên  | Đoàn Minh Hải         | Việt Nam  |
| Trợ lý Huấn luyện viên  | Nguyễn Anh Tuấn       | Việt Nam  |
| Trợ lý Huấn luyện viên  | Đoàn Thị Kim Chi      | Việt Nam  |
| Trợ lý Huấn luyện viên  | Phùng Thị Minh Nguyệt | Việt Nam  |
| Huấn luyện viên Thủ môn | Nguyễn Thị Kim Hồng   | Việt Nam  |
| Huấn luyện viên Thể lực | Cedric Roger          | Pháp      |
| Bác sỹ                  | Trần Thị Trinh        | Việt Nam  |
| Bác sỹ                  | Lương Thị Thúy        | Việt Nam  |
| Giám đốc Kỹ thuật       | Koshida Takeshi       | Nhật Bản  |

### Lịch sử
| Thời gian      | Tên                     | Quốc tịch  | Danh hiệu |
| -------------- | ----------------------- | ---------- | --- |
| 1997           | Trần Thanh Ngữ          | Việt Nam   | Huy chương đồng Đại hội Thể thao Đông Nam Á 1997 |
| 2001           | Steve Darby             | Anh        | Huy chương vàng Đại hội Thể thao Đông Nam Á 2001 |
| 2002–2006      | Giả Quảng Thác          | Trung Quốc | |
| 2003–2005      | Mai Đức Chung           | Việt Nam   | Huy chương vàng Đại hội Thể thao Đông Nam Á 2003 · Á quân Giải vô địch bóng đá nữ Đông Nam Á 2004 · Huy chương vàng Đại hội Thể thao Đông Nam Á 2005 |
| 2006           | Trần Ngọc Thái Tuấn     | Việt Nam   | Vô địch Giải vô địch bóng đá nữ Đông Nam Á 2006 |
| 3/2007–7/2007  | Ngô Lê Bằng (tạm quyền) | Việt Nam   | |
| 8/2007–6/2014  | Trần Vân Phát           | Trung Quốc | Hạng ba Giải vô địch bóng đá nữ Đông Nam Á 2007 · Huy chương bạc Đại hội Thể thao Đông Nam Á 2007 · Á quân Giải vô địch bóng đá nữ Đông Nam Á 2008 · Huy chương vàng Đại hội Thể thao Đông Nam Á 2009 · Hạng ba Giải vô địch bóng đá nữ Đông Nam Á 2011 · Vô địch Giải vô địch bóng đá nữ Đông Nam Á 2012 · Hạng ba Giải vô địch bóng đá nữ Đông Nam Á 2013 · Huy chương bạc Đại hội Thể thao Đông Nam Á 2013    |
| 4/2010–5/2010  | Vũ Bá Đông (tạm quyền)  | Việt Nam   | |
| 8/2014–12/2014 | Mai Đức Chung           | Việt Nam   | Hạng tư Đại hội Thể thao châu Á 2014 |
| 3/2015–12/2015 | Norimatsu Takashi       | Nhật Bản   | Hạng tư Giải vô địch bóng đá nữ Đông Nam Á 2015 |
| 2016–2023      | Mai Đức Chung           | Việt Nam   | Á quân Giải vô địch bóng đá nữ Đông Nam Á 2016 · Huy chương vàng Đại hội Thể thao Đông Nam Á 2017 · Hạng ba Giải vô địch bóng đá nữ Đông Nam Á 2018 · Vô địch Giải vô địch bóng đá nữ Đông Nam Á 2019 · Huy chương vàng Đại hội Thể thao Đông Nam Á 2019 · Huy chương vàng Đại hội Thể thao Đông Nam Á 2021 · Hạng tư Giải vô địch bóng đá nữ Đông Nam Á 2022 · Huy chương vàng Đại hội Thể thao Đông Nam Á 2023 |

## Tài trợ

### Nhà tài trợ chính
- Yanmar[12]
- Honda[13]
- Grand Sport[14]
- Suzuki
- Sony[15]
- SABECO[16]
- Z.com
- Herbalife Nutrition[17][18]
- Vinamilk[19]
- Acecook[20]
- Coca-Cola[21]

### Nhà tài trợ địa phương
- Eximbank
- Kao Việt Nam[22]
- Petrovietnam
- Tập đoàn Hoa Sen
- Kova Paint
- Next Media
- Tập đoàn Động Lực
- Viettel Mobile
- Thép Cửu Long
- Tập đoàn Thái Sơn Nam
- Tập đoàn Cánh Buồm Đỏ
- Công ty cổ phần Hữu Liên Á Châu

## Kết quả và lịch thi đấu
Sau đây là danh sách kết quả các trận đấu trong 12 tháng qua, cùng các trận đấu đã được lên lịch trong tương lai.
Chú thích
      Thắng
      Hòa
      Thua
      Lịch thi đấu

### 2024
| 4 tháng 9 Giao hữu | RB Leipzig                          | 2–0      | Việt Nam | Leipzig, Đức                 |  |
| 23:00 UTC+7        | - Marlene Müller - Marlene Schimmer | Chi tiết |          | Sân vận động: Red Bull Arena |  |

| 8 tháng 9 Giao hữu | FK Pardubice | 0–6      | Việt Nam                                                                    | Pardubice, Séc           |  |
| 18:00 UTC+7        |              | Chi tiết | - Huỳnh Như 30', 37' - Vũ Thị Hoa 65', 75' - Nguyễn Thị Tuyết Ngân 70', 89' | Sân vận động: Pod Vinicí |  |

| 11 tháng 9 Giao hữu | Viktoria Plzeň | 0–3      | Việt Nam                                 | Vestec, Séc                      |  |
| 23:00 UTC+7         |                | Chi tiết | - Huỳnh Như 6' - Nguyễn Thị Vạn 16', 35' | Sân vận động: TJ Viktoria Vestec |  |

| 23 tháng 10 Giải đấu quốc tế Vĩnh Xuyên | Việt Nam                                      | 2–0 | Uzbekistan | Trùng Khánh, Trung Quốc  |  |
| 14:30 UTC+7                             | - Nguyễn Thị Tuyết Dung 4' - Phạm Hải Yến 35' |     |            | Sân vận động: Vĩnh Xuyên |  |

| 29 tháng 10 Giải đấu quốc tế Vĩnh Xuyên | Trung Quốc                                       | 2–0 | Việt Nam | Trùng Khánh, Trung Quốc  |  |
| 18:35 UTC+7                             | - Zhang Xin 41' - Trần Thị Thu Thảo 90+3' (l.n.) |     |          | Sân vận động: Vĩnh Xuyên |  |

### 2025
| 12 tháng 5 Giao hữu | Việt Nam | 0–0      | Thành phố Hồ Chí Minh I | Hà Nội, Việt Nam                                     |  |
| --:-- UTC+7         |          | Chi tiết |                         | Sân vận động: Trung tâm đào tạo bóng đá trẻ Việt Nam |  |

| 16 tháng 5 Giao hữu | Việt Nam               | 1–4      | Werder Bremen                                                          | Hà Nội, Việt Nam       |  |
| 19:00 UTC+7         | - Ngọc Minh Chuyên 64' | Chi tiết | - Ricarda Walkling 15' - Larissa Mühlhaus 50', 81' - Emőke Pápai 90+4' | Sân vận động: Hàng Đẫy |  |

| 29 tháng 6 Vòng loại Cúp bóng đá nữ châu Á 2026 | Việt Nam | 7–0 | Maldives | Phú Thọ, Việt Nam      |  |
| 19:00 UTC+7                                     |          |     |          | Sân vận động: Việt Trì |  |

| 2 tháng 7 Vòng loại Cúp bóng đá nữ châu Á 2026 | UAE | 0–6 | Việt Nam | Phú Thọ, Việt Nam      |  |
| 19:00 UTC+7                                    |     |     |          | Sân vận động: Việt Trì |  |

| 5 tháng 7 Vòng loại Cúp bóng đá nữ châu Á 2026 | Việt Nam | 4–0 | Guam | Phú Thọ, Việt Nam      |  |
| 19:00 UTC+7                                    |          |     |      | Sân vận động: Việt Trì |  |

| 6 tháng 8 Giải vô địch bóng đá nữ ASEAN | Việt Nam | 6-0 | Campuchia | Hải Phòng, Việt Nam     |  |
| --:-- UTC+7                             |          |     |           | Sân vận động: Lạch Tray |  |

| 9 tháng 8 Giải vô địch bóng đá nữ ASEAN | Indonesia | 0-7 | Việt Nam | Hải Phòng, Việt Nam     |  |
| --:-- UTC+7                             |           |     |          | Sân vận động: Lạch Tray |  |

| 12 tháng 8 Giải vô địch bóng đá nữ ASEAN | Việt Nam | 1-0 | Thái Lan | Hải Phòng, Việt Nam     |  |
| --:-- UTC+7                              |          |     |          | Sân vận động: Lạch Tray |  |

| 16 tháng 8 Giải vô địch bóng đá nữ ASEAN | Việt Nam | 1-2 | Úc | Hải Phòng, Việt Nam     |  |
| --:-- UTC+7                              |          |     |    | Sân vận động: Lạch Tray |  |

| 19 tháng 8 Giải vô địch bóng đá nữ ASEAN | Việt Nam | 3-1 | Thái Lan | Hải Phòng, Việt Nam     |  |
| --:-- UTC+7                              |          |     |          | Sân vận động: Lạch Tray |  |

Nguồn: Soccerway.com

## Giải đấu

### Cúp thế giới
| Giải vô địch bóng đá nữ thế giới | Giải vô địch bóng đá nữ thế giới | Giải vô địch bóng đá nữ thế giới | Giải vô địch bóng đá nữ thế giới | Giải vô địch bóng đá nữ thế giới | Giải vô địch bóng đá nữ thế giới | Giải vô địch bóng đá nữ thế giới | Giải vô địch bóng đá nữ thế giới | Giải vô địch bóng đá nữ thế giới |
| Năm                              | Kết quả                          | St                               | T                                | H                                | B                                | Bt                               | Bb                               | Hs                               |
| -------------------------------- | -------------------------------- | -------------------------------- | -------------------------------- | -------------------------------- | -------------------------------- | -------------------------------- | -------------------------------- | -------------------------------- |
| 1999                             | Không tham dự                    | Không tham dự                    | Không tham dự                    | Không tham dự                    | Không tham dự                    | Không tham dự                    | Không tham dự                    | Không tham dự                    |
| 2003                             | Không vượt qua vòng loại         | Không vượt qua vòng loại         | Không vượt qua vòng loại         | Không vượt qua vòng loại         | Không vượt qua vòng loại         | Không vượt qua vòng loại         | Không vượt qua vòng loại         | Không vượt qua vòng loại         |
| 2007                             | Không vượt qua vòng loại         | Không vượt qua vòng loại         | Không vượt qua vòng loại         | Không vượt qua vòng loại         | Không vượt qua vòng loại         | Không vượt qua vòng loại         | Không vượt qua vòng loại         | Không vượt qua vòng loại         |
| 2011                             | Không vượt qua vòng loại         | Không vượt qua vòng loại         | Không vượt qua vòng loại         | Không vượt qua vòng loại         | Không vượt qua vòng loại         | Không vượt qua vòng loại         | Không vượt qua vòng loại         | Không vượt qua vòng loại         |
| 2015                             | Không vượt qua vòng loại         | Không vượt qua vòng loại         | Không vượt qua vòng loại         | Không vượt qua vòng loại         | Không vượt qua vòng loại         | Không vượt qua vòng loại         | Không vượt qua vòng loại         | Không vượt qua vòng loại         |
| 2019                             | Không vượt qua vòng loại         | Không vượt qua vòng loại         | Không vượt qua vòng loại         | Không vượt qua vòng loại         | Không vượt qua vòng loại         | Không vượt qua vòng loại         | Không vượt qua vòng loại         | Không vượt qua vòng loại         |
| 2023                             | Vòng 1                           | 3                                | 0                                | 0                                | 3                                | 0                                | 12                               | -12                              |
| 2027                             | Chưa xác định                    | Chưa xác định                    | Chưa xác định                    | Chưa xác định                    | Chưa xác định                    | Chưa xác định                    | Chưa xác định                    | Chưa xác định                    |
| Tổng                             |                                  | 3                                | 0                                | 0                                | 3                                | 0                                | 12                               | -12                              |

### Thế vận hội
| Thế vận hội Mùa hè | Thế vận hội Mùa hè       | Thế vận hội Mùa hè       | Thế vận hội Mùa hè       | Thế vận hội Mùa hè       | Thế vận hội Mùa hè       | Thế vận hội Mùa hè       | Thế vận hội Mùa hè       |
| Năm                | Kết quả                  | St                       | T                        | H                        | B                        | Bt                       | Bb                       |
| ------------------ | ------------------------ | ------------------------ | ------------------------ | ------------------------ | ------------------------ | ------------------------ | ------------------------ |
| 2000               | Không tham dự            | Không tham dự            | Không tham dự            | Không tham dự            | Không tham dự            | Không tham dự            | Không tham dự            |
| 2004               | Không tham dự            | Không tham dự            | Không tham dự            | Không tham dự            | Không tham dự            | Không tham dự            | Không tham dự            |
| 2008               | Không vượt qua vòng loại | Không vượt qua vòng loại | Không vượt qua vòng loại | Không vượt qua vòng loại | Không vượt qua vòng loại | Không vượt qua vòng loại | Không vượt qua vòng loại |
| 2012               | Không vượt qua vòng loại | Không vượt qua vòng loại | Không vượt qua vòng loại | Không vượt qua vòng loại | Không vượt qua vòng loại | Không vượt qua vòng loại | Không vượt qua vòng loại |
| 2016               | Không vượt qua vòng loại | Không vượt qua vòng loại | Không vượt qua vòng loại | Không vượt qua vòng loại | Không vượt qua vòng loại | Không vượt qua vòng loại | Không vượt qua vòng loại |
| 2020               | Không vượt qua vòng loại | Không vượt qua vòng loại | Không vượt qua vòng loại | Không vượt qua vòng loại | Không vượt qua vòng loại | Không vượt qua vòng loại | Không vượt qua vòng loại |
| 2024               | Không vượt qua vòng loại | Không vượt qua vòng loại | Không vượt qua vòng loại | Không vượt qua vòng loại | Không vượt qua vòng loại | Không vượt qua vòng loại | Không vượt qua vòng loại |
| 2028               | Chưa xác định            | Chưa xác định            | Chưa xác định            | Chưa xác định            | Chưa xác định            | Chưa xác định            | Chưa xác định            |
| Tổng               |                          |                          |                          |                          |                          |                          |                          |

### Cúp châu Á
| Cúp bóng đá nữ châu Á | Cúp bóng đá nữ châu Á | Cúp bóng đá nữ châu Á | Cúp bóng đá nữ châu Á | Cúp bóng đá nữ châu Á | Cúp bóng đá nữ châu Á | Cúp bóng đá nữ châu Á | Cúp bóng đá nữ châu Á | Cúp bóng đá nữ châu Á |
| Năm                   | Kết quả               | Vị trí                | St                    | T                     | H                     | B                     | Bt                    | Bb                    |
| --------------------- | --------------------- | --------------------- | --------------------- | --------------------- | --------------------- | --------------------- | --------------------- | --------------------- |
| 1997                  | Không tham dự         | Không tham dự         | Không tham dự         | Không tham dự         | Không tham dự         | Không tham dự         | Không tham dự         | Không tham dự         |
| 1999                  | Vòng bảng             | 9/15                  | 4                     | 2                     | 0                     | 2                     | 9                     | 16                    |
| 2001                  | Vòng bảng             | 7/15                  | 4                     | 2                     | 0                     | 2                     | 11                    | 7                     |
| 2003                  | Vòng bảng             | 5/14                  | 3                     | 2                     | 0                     | 1                     | 6                     | 9                     |
| 2006                  | Vòng bảng             | 6/8                   | 3                     | 1                     | 0                     | 2                     | 1                     | 7                     |
| 2008                  | Vòng bảng             | 6/8                   | 3                     | 1                     | 0                     | 2                     | 1                     | 4                     |
| 2010                  | Vòng bảng             | 7/8                   | 3                     | 0                     | 0                     | 3                     | 0                     | 12                    |
| 2014                  | Hạng sáu              | 6/8                   | 4                     | 1                     | 0                     | 3                     | 4                     | 9                     |
| 2018                  | Vòng bảng             | 8/8                   | 3                     | 0                     | 0                     | 3                     | 0                     | 16                    |
| 2022                  | Tứ kết                | 6/12                  | 6                     | 2                     | 1                     | 3                     | 7                     | 12                    |
| 2026                  | Vượt qua vòng loại    | Vượt qua vòng loại    | Vượt qua vòng loại    | Vượt qua vòng loại    | Vượt qua vòng loại    | Vượt qua vòng loại    | Vượt qua vòng loại    | Vượt qua vòng loại    |
| 2029                  | Chưa xác định         | Chưa xác định         | Chưa xác định         | Chưa xác định         | Chưa xác định         | Chưa xác định         | Chưa xác định         | Chưa xác định         |
| Tổng                  | Tứ kết                | 6/12                  | 33                    | 11                    | 1                     | 21                    | 38                    | 92                    |

### Á vận hội
| Đại hội Thể thao châu Á | Đại hội Thể thao châu Á | Đại hội Thể thao châu Á | Đại hội Thể thao châu Á | Đại hội Thể thao châu Á | Đại hội Thể thao châu Á | Đại hội Thể thao châu Á | Đại hội Thể thao châu Á |
| Năm                     | Kết quả                 | St                      | T                       | H                       | B                       | Bt                      | Bb                      |
| ----------------------- | ----------------------- | ----------------------- | ----------------------- | ----------------------- | ----------------------- | ----------------------- | ----------------------- |
| 1998                    | Vòng bảng               | 3                       | 0                       | 1                       | 2                       | 1                       | 16                      |
| 2002                    | Hạng sáu                | 5                       | 0                       | 1                       | 4                       | 2                       | 16                      |
| 2006                    | Vòng bảng               | 3                       | 0                       | 0                       | 3                       | 2                       | 11                      |
| 2010                    | Vòng bảng               | 3                       | 1                       | 0                       | 2                       | 4                       | 7                       |
| 2014                    | Hạng tư                 | 5                       | 2                       | 0                       | 3                       | 7                       | 12                      |
| 2018                    | Tứ kết                  | 3                       | 1                       | 1                       | 1                       | 3                       | 9                       |
| 2022                    | Vòng bảng               | 3                       | 2                       | 0                       | 1                       | 8                       | 8                       |
| Tổng                    | Hạng tư                 | 19                      | 3                       | 2                       | 14                      | 16                      | 62                      |

### Giải vô địch Đông Nam Á
| Giải vô địch bóng đá nữ Đông Nam Á | Giải vô địch bóng đá nữ Đông Nam Á | Giải vô địch bóng đá nữ Đông Nam Á | Giải vô địch bóng đá nữ Đông Nam Á | Giải vô địch bóng đá nữ Đông Nam Á | Giải vô địch bóng đá nữ Đông Nam Á | Giải vô địch bóng đá nữ Đông Nam Á | Giải vô địch bóng đá nữ Đông Nam Á |
| Năm                                | Kết quả                            | St                                 | T                                  | H                                  | B                                  | Bt                                 | Bb                                 |
| ---------------------------------- | ---------------------------------- | ---------------------------------- | ---------------------------------- | ---------------------------------- | ---------------------------------- | ---------------------------------- | ---------------------------------- |
| 2004                               | Á quân                             | 5                                  | 4                                  | 1                                  | 0                                  | 16                                 | 2                                  |
| 2006                               | Vô địch                            | 3                                  | 3                                  | 0                                  | 0                                  | 5                                  | 2                                  |
| 2007                               | Hạng ba                            | 5                                  | 4                                  | 0                                  | 1                                  | 32                                 | 3                                  |
| 2008                               | Á quân                             | 6                                  | 5                                  | 0                                  | 1                                  | 26                                 | 3                                  |
| 2011                               | Hạng ba                            | 5                                  | 4                                  | 0                                  | 1                                  | 34                                 | 3                                  |
| 2012                               | Vô địch                            | 5                                  | 4                                  | 1                                  | 0                                  | 23                                 | 3                                  |
| 2013                               | Hạng ba                            | 6                                  | 3                                  | 2                                  | 1                                  | 9                                  | 3                                  |
| 2015                               | Hạng tư                            | 5                                  | 3                                  | 0                                  | 2                                  | 18                                 | 8                                  |
| 2016                               | Á quân                             | 5                                  | 3                                  | 2                                  | 0                                  | 24                                 | 4                                  |
| 2018                               | Hạng ba                            | 6                                  | 5                                  | 0                                  | 1                                  | 30                                 | 7                                  |
| 2019                               | Vô địch                            | 5                                  | 5                                  | 0                                  | 0                                  | 24                                 | 1                                  |
| 2022                               | Hạng tư                            | 6                                  | 4                                  | 0                                  | 2                                  | 21                                 | 8                                  |
| 2025                               | Hạng ba                            | 5                                  | 4                                  | 0                                  | 1                                  | 18                                 | 3                                  |
| Tổng                               | Vô địch                            | 67                                 | 51                                 | 6                                  | 10                                 | 280                                | 50                                 |

### Đại hội Thể thao Đông Nam Á
| Đại hội Thể thao Đông Nam Á | Đại hội Thể thao Đông Nam Á | Đại hội Thể thao Đông Nam Á | Đại hội Thể thao Đông Nam Á | Đại hội Thể thao Đông Nam Á | Đại hội Thể thao Đông Nam Á | Đại hội Thể thao Đông Nam Á | Đại hội Thể thao Đông Nam Á |
| Năm                         | Kết quả                     | St                          | T                           | H                           | B                           | Bt                          | Bb                          |
| --------------------------- | --------------------------- | --------------------------- | --------------------------- | --------------------------- | --------------------------- | --------------------------- | --------------------------- |
| 1997                        | Hạng ba                     | 4                           | 2                           | 0                           | 2                           | 8                           | 6                           |
| 2001                        | Vô địch                     | 4                           | 3                           | 1                           | 0                           | 16                          | 1                           |
| 2003                        | Vô địch                     | 5                           | 5                           | 0                           | 0                           | 17                          | 3                           |
| 2005                        | Vô địch                     | 5                           | 4                           | 0                           | 1                           | 15                          | 2                           |
| 2007                        | Á quân                      | 4                           | 3                           | 0                           | 1                           | 16                          | 4                           |
| 2009                        | Vô địch                     | 5                           | 2                           | 3                           | 0                           | 14                          | 3                           |
| 2013                        | Á quân                      | 4                           | 3                           | 0                           | 1                           | 13                          | 2                           |
| 2017                        | Vô địch                     | 4                           | 3                           | 1                           | 0                           | 13                          | 2                           |
| 2019                        | Vô địch                     | 4                           | 3                           | 1                           | 0                           | 10                          | 1                           |
| 2021                        | Vô địch                     | 4                           | 4                           | 0                           | 0                           | 11                          | 1                           |
| 2023                        | Vô địch                     | 5                           | 4                           | 0                           | 1                           | 13                          | 3                           |
| 2025                        | Chưa xác định               | Chưa xác định               | Chưa xác định               | Chưa xác định               | Chưa xác định               | Chưa xác định               | Chưa xác định               |
| Tổng                        | Vô địch                     | 48                          | 38                          | 6                           | 6                           | 146                         | 28                          |

## Thứ hạng FIFA
Tính đến ngày 13 tháng 12 năm 2024
| Thứ hạng FIFA | 42 | 43 | 36 | 36 | 36 | 30 | 32 | 34 | 31 | 30 | 28 | 34 | 29 | 32 | 32 | 35 | 32 | 35 | 32 | 34 | 33 | 37 |
| Thứ hạng AFC  | 8  | 8  | 7  | 7  | 8  | 6  | 6  | 7  | 7  | 7  | 6  | 7  | 6  | 7  | 7  | 6  | 7  | 6  | 5  | 6  | 5  | 6  |

## Lịch sử đối đầu
Tính đến ngày 29 tháng 10 năm 2024, sau trận đấu với  Trung Quốc.
| Đối đầu           | Trận đấu đầu tiên | Số trận | Thắng | Hòa | Thua | Bàn thắng | Bàn thua | Hiệu số | Liên đoàn |
| ----------------- | ----------------- | ------- | ----- | --- | ---- | --------- | -------- | ------- | --------- |
| Úc                | 2008              | 9       | 0     | 0   | 9    | 1         | 44       | −43     | AFC       |
| Bangladesh        | 2023              | 1       | 1     | 0   | 0    | 6         | 1        | +5      | AFC       |
| Bahrain           | 2013              | 1       | 1     | 0   | 0    | 8         | 0        | +8      | AFC       |
| Campuchia         | 2019              | 4       | 4     | 0   | 0    | 24        | 0        | +24     | AFC       |
| Trung Quốc        | 2002              | 15      | 0     | 0   | 15   | 3         | 55       | −52     | AFC       |
| Đài Bắc Trung Hoa | 1999              | 14      | 7     | 4   | 3    | 22        | 17       | +5      | AFC       |
| Colombia          | 2018              | 1       | 0     | 0   | 1    | 0         | 2        | −2      | CONMEBOL  |
| Pháp              | 2022              | 1       | 0     | 0   | 1    | 0         | 7        | −7      | UEFA      |
| Đức               | 2023              | 1       | 0     | 0   | 1    | 1         | 2        | −1      | UEFA      |
| Guam              | 2001              | 1       | 1     | 0   | 0    | 2         | 0        | +2      | AFC       |
| Hồng Kông         | 2006              | 6       | 6     | 0   | 0    | 24        | 3        | +21     | AFC       |
| Ấn Độ             | 1999              | 5       | 4     | 1   | 0    | 12        | 3        | +9      | AFC       |
| Indonesia         | 1997              | 12      | 12    | 0   | 0    | 72        | 1        | +71     | AFC       |
| Iran              | 2008              | 3       | 3     | 0   | 0    | 13        | 2        | +11     | AFC       |
| Nhật Bản          | 1998              | 14      | 0     | 0   | 14   | 2         | 65       | −63     | AFC       |
| Jordan            | 2010              | 10      | 9     | 1   | 0    | 24        | 4        | +20     | AFC       |
| CHDCND Triều Tiên | 1998              | 8       | 0     | 0   | 8    | 1         | 41       | −40     | AFC       |
| Hàn Quốc          | 2002              | 13      | 1     | 0   | 12   | 7         | 46       | −39     | AFC       |
| Kyrgyzstan        | 2009              | 2       | 2     | 0   | 0    | 22        | 1        | +21     | AFC       |
| Lào               | 2007              | 9       | 9     | 0   | 0    | 51        | 1        | +50     | AFC       |
| Malaysia          | 2003              | 10      | 10    | 0   | 0    | 56        | 1        | +53     | AFC       |
| Maldives          | 2004              | 3       | 3     | 0   | 0    | 35        | 0        | +35     | AFC       |
| México            | 2016              | 1       | 0     | 0   | 1    | 0         | 1        | −1      | CONCACAF  |
| Myanmar           | 1997              | 35      | 23    | 7   | 5    | 70        | 37       | +33     | AFC       |
| Hà Lan            | 2023              | 1       | 0     | 0   | 1    | 0         | 7        | -7      | UEFA      |
| Nepal             | 2023              | 3       | 3     | 0   | 0    | 9         | 1        | +8      | AFC       |
| New Zealand       | 2023              | 1       | 0     | 0   | 1    | 0         | 2        | −2      | OFC       |
| Philippines       | 1997              | 18      | 16    | 0   | 2    | 73        | 9        | +64     | AFC       |
| Bồ Đào Nha        | 2023              | 1       | 0     | 0   | 1    | 0         | 2        | –2      | UEFA      |
| Singapore         | 2001              | 8       | 8     | 0   | 0    | 70        | 1        | +69     | AFC       |
| Syria             | 2017              | 1       | 1     | 0   | 0    | 11        | 0        | +11     | AFC       |
| Tajikistan        | 2021              | 1       | 1     | 0   | 0    | 7         | 0        | +7      | AFC       |
| Thái Lan          | 1997              | 36      | 18    | 9   | 9    | 50        | 39       | +11     | AFC       |
| Đông Timor        | 2022              | 1       | 1     | 0   | 0    | 6         | 0        | +6      | AFC       |
| Hoa Kỳ            | 2023              | 1       | 0     | 0   | 1    | 0         | 3        | −3      | CONCACAF  |
| Uzbekistan        | 2003              | 6       | 4     | 0   | 2    | 13        | 6        | +7      | AFC       |
| Tổng cộng         | 1997              | 256     | 148   | 22  | 86   | 695       | 397      | +298    |           |